# Prunus pumila
Prunus pumila L., 1767, noto comunemente come sand cherry  (ciliegio della sabbia), è una pianta della famiglia delle Rosacee, diffusa in Nord America.

## Descrizione
In natura ha spesso portamento cespuglioso molto basso o prostrato 10–40 cm, ma con suolo ricco può raggiungere i 180 cm.
È estremamente pollonifero e tende a produrre nuovi getti dalle radici, producendo così estese colonie clonali.
Le foglie sono coriacee, lanceolate, lunghe 4–7 cm a margine seghettato.  
I fiori sono raccolti in piccoli gruppi di 2-4, piccoli, 15–20 mm, con cinque petali bianchi con 25-30 stami.
Il frutto è una ciliegia (13–15 mm di diametro) di colore rosso scuro, commestibile ma non molto saporita.
È notevolmente resistente al freddo.

## Distribuzione e habitat
È diffuso in Canada orientale e centrale (da Nuovo Brunswick a Saskatchewan) e nel nord degli Stati Uniti (dal Montana al Maine, ed a sud fino a Colorado, Kansas, Indiana e Virginia, e con poche popolazioni in Utah e Tennessee.
Cresce in ambienti molto poveri, come i greti aridi e desertici, su dune sabbiose ma anche su pietraie.

## Tassonomia
Sono riconosciute le seguenti varietà:
- Prunus pumila var. besseyi (L.H.Bailey) Waugh, ciliegio della sabbia occidentale (chiamato anche ciliegio delle Montagne Rocciose. Saskatchewan, Manitoba, Ontario occidentale, a sud fino al Colorado e Kansas.
- Prunus pumila var. depressa (Pursh) Bean, ciliegio della sabbia orientale. Ontario, Quebec, Nuovo Brunswick, a sud fino in Pennsylvania
- Prunus pumila var. pumila, ciliegio dei Grandi Laghi, Sponde dei Grandi laghi.